# Minoru Yamasaki

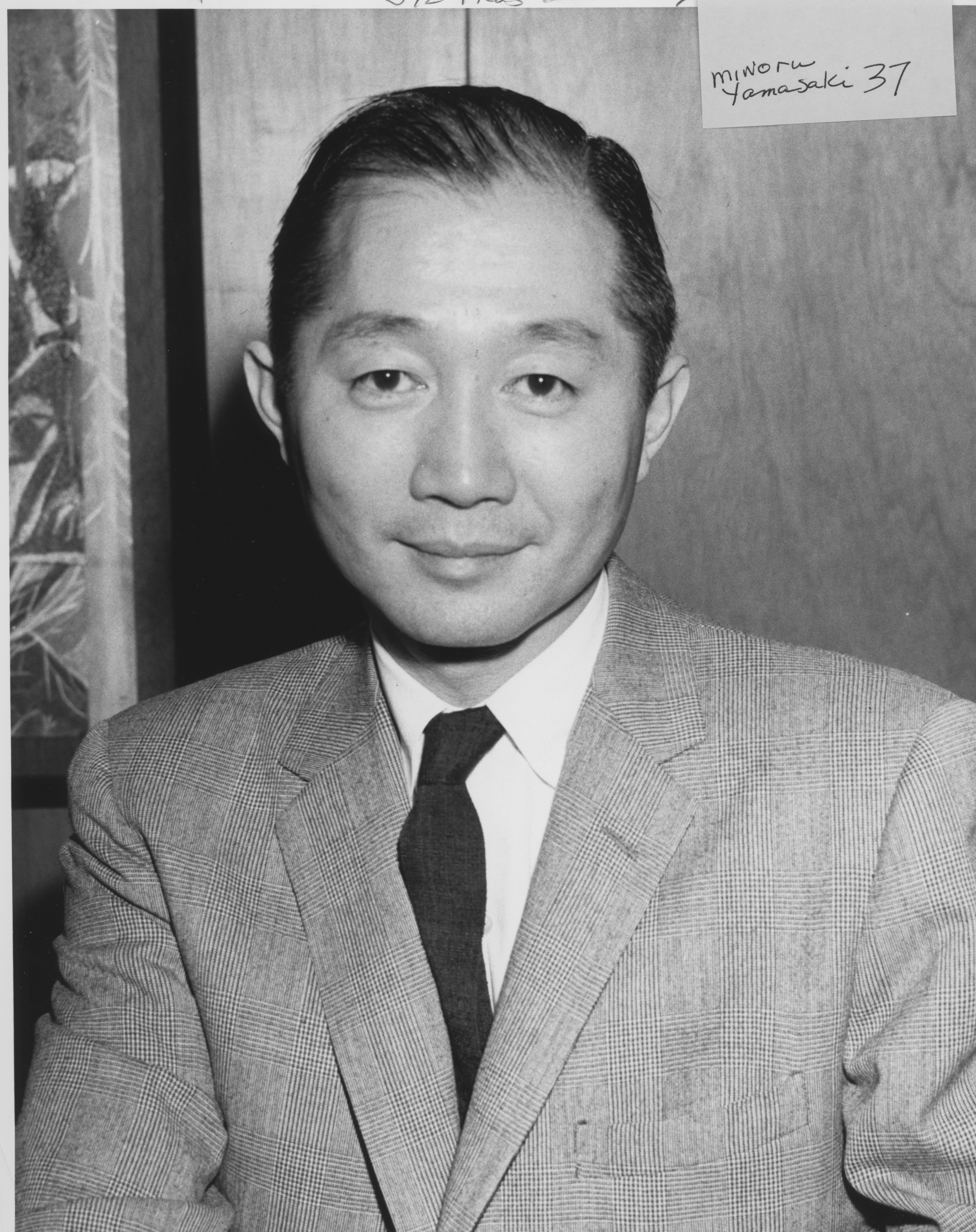
Minoru Yamasaki (1959)

Minoru Yamasaki (* 1. Dezember 1912 in Seattle, Washington; † 6. Februar 1986 in Detroit, Michigan) war ein US-amerikanischer Architekt japanischer Abstammung. Zu seinen bekanntesten Projekten gehörte das World Trade Center in New York.

## Leben
Er studierte Architektur ab 1930 an der Universität von Washington (B.A. 1934) und danach an der Universität New York. Er arbeitete zunächst für das Büro Shreve, Lamb and Harmon. 1945 zog er nach Detroit, wo er von Smith, Hinchman, and Grylls beschäftigt wurde; 1949 verließ er die Firma und gründete sein eigenes Büro. 1960 wurde er in die American Academy of Arts and Sciences und 1982 in die American Academy of Arts and Letters gewählt.
Durch seine Reisen entwickelte er einen Stil, der von indischen und japanischen Einflüssen geprägt war. 1961 zeichnete er für den Entwurf des Dhahran Air Terminals verantwortlich. Fünf Jahre später wurde sein berühmtester Entwurf, das frühere World Trade Center in New York City realisiert. Minoru Yamasaki litt an Höhenangst.

## Bedeutung
Der Architekt Yamasaki war neben weiteren großen Bauobjekten (s. u.) sowohl der Planer des New Yorker World Trade Centers als auch der Sozialsiedlung Pruitt-Igoe in St. Louis (1956 fertiggestellt). Letztere wurde vergleichsweise kurz nach der Errichtung im Jahr 1972 zerstört: Sie wurde gezielt gesprengt, da die Sozialstruktur derartig zerfallen war, dass eine andere Lösung zur Rettung des Viertels nicht absehbar schien. Die Sprengung der Siedlung ist als Fanal der sogenannten funktionalistischen Moderne in dem Film Koyaanisqatsi zum Anlass gegenwartskritischer Betrachtung genommen worden, sowie auch eines der Bezugsobjekte in Tom Wolfes From Bauhaus To Our House gewesen, worin der Autor eine vernichtende Kritik der architektonischen Moderne formuliert. Der kulturkritische Begriff der „Einstürzenden Neubauten“ bezieht sich vor allem auf die Bilder aus der gut dokumentierten Sprengungsmaßnahme der Siedlung Pruitt Igoe. Der Architekturkritiker und -historiker Charles Jencks datiert in seiner programmatischen Schrift The Language of Post-Modern Architecture das Ende der Moderne auf den Moment, als 1972 die ersten drei Gebäudekomplexe des Wohngebietes Pruitt-Igoe in St. Louis gesprengt wurden.

## Werk

### Bauten in den Vereinigten Staaten
| Planungsbeginn; Bauzeit | Bundesstaat Stadt                          | Adresse                                                                  | Bild                                     | Objekt | Maßnahme                                                                                   | Anmerkungen                                                                                            |  |
| ----------------------- | ------------------------------------------ | ------------------------------------------------------------------------ | ---------------------------------------- | --- | ------------------------------------------------------------------------------------------ | --- |  |
| 1950; um 1955           | Missouri St. Louis                         | Cass Avenue, North Jefferson Avenue, Carr Street, North 20th Street Lage | weitere Bilder                           | Pruitt-Igoe (Sozialer Wohnungsbau) | Neubau (Bauherr: City of St. Louis)                                                        | 1972–1976 gesprengt                                                                                    |  |
| 1951                    | Michigan Detroit                           | 160 West Fort Street Lage                                                | (Anbau im Hintergrund)                   | Federal Reserve Bank of Chicago Detroit Branch Building                                                                                | Anbau                                                                                      | 2004 von der Federal Reserve aufgegeben                                                                |  |
| 1951; 1956              | Missouri St. Louis                         | Lambert International Boulevard Lage                                     | weitere Bilder                           | Flughafen St. Louis: Terminal | Neubau:39–42                                                                               | |  |
| 1951; 1952–1955         | Missouri Overland, St. Louis County        | 9700 Page Avenue Lage                                                    |                                          | Military Personnel Records Center | Neubau (Auftraggeber: Department of Defense)                                               | |  |
| 1951                    | Michigan Huntington Woods, Oakland County  |                                                                          |                                          | Abraham & Dorothea Becker House (Wohnhaus)                                                                                             | Neubau                                                                                     | |  |
| um 1954                 | Michigan Grosse Pointe Woods, Wayne County | 1045 Cook Road Lage                                                      |                                          | Grosse Pointe University School: zwei Schulgebäude, Turnhalle, Auditorium, Bücherei und „fine arts rooms“                              | Neubau                                                                                     | heute „University Liggett School“                                                                      |  |
| 1955                    | Michigan Royal Oak                         | 422 West 11 Mile Road Lage                                               |                                          | „Land’s Pharmacy“ (Apotheke) | Neubau                                                                                     | nach 2008 als Zentrale für eine Werbeagentur umgebaut                                                  |  |
| 1955                    | Michigan Detroit                           | 19631 Argyle Crescent Lage                                               |                                          | Wohnhaus für S. Brooks and Florence Barron                                                                                             | Neubau                                                                                     | |  |
| 1955                    | Michigan Grosse Pointe Farms, Wayne County | 61 Grosse Pointe Boulevard                                               | Foto                                     | Christ Church of Grosse Pointe Farms: Education Building                                                                               | Neubau                                                                                     | vor 2000 abgebrochen                                                                                   |  |
| 1955; 1958              | Michigan Detroit                           | 495 Ferry Mall Lage                                                      | weitere Bilder                           | Wayne State University: McGregor Memorial Conference Center                                                                            | Neubau:43–47                                                                               | Registered Historic Place                                                                              |  |
| 1955; 1959              | Michigan Southfield                        | 16000 Northland Drive Lage                                               |                                          | Reynolds Metals Regional Sales Office                                                                                                  | Neubau:48–52                                                                               | vom American Institute of Architects 1961 mit einem „Honor Award“ ausgezeichnet                        |  |
| bis 1956                | Michigan Livonia                           |                                                                          |                                          | Lincoln Elementary School | Neubau                                                                                     | abgebrochen                                                                                            |  |
| 1957                    | Michigan Warren                            | 5005 Chicago Road Lage                                                   |                                          | First United Methodist Church | Neubau                                                                                     | |  |
| 1957                    | Michigan Westland                          | 2601 Treadwell Lage                                                      |                                          | Albert Schweitzer Elementary School | Neubau                                                                                     | |  |
| 1958                    | Michigan Detroit                           | 245 East Kirby Street Lage                                               | („Yamasaki Building“ links)              | Society for Arts and Crafts (Kunsthochschule; seit 2001 „College for Creative Studies“)                                                | Neubau                                                                                     | heute „Yamasaki Building“ genannt                                                                      |  |
| 1958                    | Michigan Detroit                           | 22470 West Seven Mile Road Lage                                          |                                          | Zentrale des „American Concrete Institute“ (ACI)                                                                                       | Neubau                                                                                     | 1996 vom ACI aufgegeben                                                                                |  |
| 1958; 1963              | Michigan Detroit                           | 1 Woodward Avenue Lage                                                   | weitere Bilder                           | Zentrale der „Michigan Consolidated Gas Company“                                                                                       | Neubau:53–58                                                                               | heute „One Woodward Avenue“                                                                            |  |
| 1958–1959               | Michigan Bloomfield Hills                  | 38651 Woodward Avenue Lage                                               |                                          | Birmingham Unitarian Church | Neubau                                                                                     | |  |
| bis 1959                | Michigan Wayne                             | 33555 Annapolis Street Lage                                              |                                          | Benjamin Franklin Junior High School (heute „Franklin Middle School“)                                                                  | Neubau                                                                                     | vom American Institute of Architects mit einem „Award of Merit“ (1959) ausgezeichnet. Um 1967 angebaut |  |
| 1959; 1962              | Washington Seattle                         | 200 2nd Avenue North Lage                                                | weitere Bilder                           | „Federal Science Pavilion“ für die Century 21 Exposition                                                                               | Neubau:70–75                                                                               | heute Wissenschaftsmuseum „Pacific Science Center“                                                     |  |
| 1959; 1960–1961         | Minnesota Northfield                       | 215 Goodsell Circle Lage                                                 |                                          | Carleton College: Olin Hall of Science                                                                                                 | Neubau                                                                                     | |  |
| 1959; 1961              | Minnesota Northfield                       | Olin Dr Lage                                                             |                                          | Carleton College: Studentenwohnheim für Frauen („Myers Hall“; erbaut 1958)                                                             | Aufstockung                                                                                | |  |
| 1959; 1962              | Minnesota Northfield                       | Three Oaks Drive/Olin Dr Lage                                            |                                          | Carleton College: Studentenwohnheim für Männer („Goodhue Hall“)                                                                        | Neubau                                                                                     | |  |
| 1959; 1964              | Minnesota Northfield                       | Division Street Lage                                                     |                                          | Carleton College: West Gymnasium (Turnhalle)                                                                                           | Neubau                                                                                     | |  |
| 1959; 1965              | Minnesota Northfield                       | Evans Dr Lage                                                            |                                          | Carleton College: Turnhalle („Cowling Recreation Center“)                                                                              | Neubau                                                                                     | |  |
| 1959; 1965              | Minnesota Northfield                       | Maple Street Lage                                                        |                                          | Carleton College: Studentenwohnheim für Frauen („Watson Hall“)                                                                         | Neubau                                                                                     | |  |
| 1959; 1964              | Hawaii Honolulu                            | Lunanilo Fly Lage                                                        |                                          | Queen Emma Gardens (Wohnkomplex aus drei Hochhäusern)                                                                                  | Neubau (Auftraggeber: Honolulu Redevelopment Agency):76–80                                 | |  |
| 1959; 1964              | Illinois Glencoe                           | 1185 Sheridan Road Lage                                                  |                                          | North Shore Congregation Israel (Synagoge)                                                                                             | Neubau:81–86                                                                               | |  |
| 1959                    | Michigan Chelsea                           |                                                                          |                                          | Chelsea High School | Neubau                                                                                     | |  |
| 1960                    | Michigan Westland                          | 35100 Bayview Street                                                     |                                          | John Marshall Middle School | Neubau                                                                                     | |  |
| 1959–1961               | Michigan East Lansing                      | 120 West Saginaw Street Lage                                             | weitere Bilder                           | Zentrale der „Michigan State Medical Society“                                                                                          | Neubau                                                                                     | Registered Historic Place und „Michigan Historical Site“                                               |  |
| um 1959; 1962–1964      | Michigan Detroit                           | 5201, 5203 Cass Avenue Lage                                              | weitere Bilder                           | Wayne State University: „Prentis Building“ und „DeRoy Auditorium“ (zusammenhängender Gebäudekomplex)                                   | Neubau                                                                                     | Registered Historic Place                                                                              |  |
| 1960                    | Michigan Houghton                          | Woodmar Drive Lage                                                       |                                          | Michigan Technological University: Wohnheim für verheiratete Studenten („Sheldon Heights“)                                             | Neubau                                                                                     | heute „Daniell Heights“                                                                                |  |
| 1960                    | Michigan Detroit                           | 5425 Gullen Mall Lage                                                    |                                          | Wayne State University: College of Education                                                                                           | Neubau                                                                                     | |  |
| um 1960                 | Michigan Bloomfield Hills                  |                                                                          |                                          | Samuel & Miriam Hamburger Residence | Neubau                                                                                     | |  |
| 1961; 1964              | Minnesota Minneapolis                      | 20 Washington Avenue South Lage                                          |                                          | Northwestern National Life Insurance Company                                                                                           | Neubau:87–92                                                                               | heute „ING Reliastar Building“                                                                         |  |
| 1961; 1965              | New Jersey Princeton                       | Lage                                                                     | weitere Bilder                           | Princeton University: Woodrow Wilson School of Public and International Affairs („Robertson Hall“)                                     | Neubau:93–96                                                                               | |  |
| 1961; 1966              | Kalifornien Los Angeles                    | 2025 Avenue of the Stars Lage                                            |                                          | Century Plaza Hotel in der Century City                                                                                                | Neubau (Bauherr: Western International Hotels):97–103                                      | heute ein Hyatt-Regency-Hotel                                                                          |  |
| 1962; 1964              | Washington Seattle                         | 1200 Fifth Avenue Lage                                                   | weitere Bilder                           | Bürogebäude für IBM | Neubau (Bauherr: University of Washington):104–106                                         | |  |
| 1962; 1968–1971         | New York                                   | West Street/Liberty Street Lage                                          | weitere Bilder                           | World Trade Center: WTC 1 + 2 („Twin Towers“: „North Tower“ und „South Tower“) einschließlich Platzanlage („World Trade Center Plaza“) | Neubau (mit Emery Roth & Sons; Bauherr: Port Authority of New York and New Jersey):112–128 | 2001 zerstört                                                                                          |  |
| 1962; 1970–1972         | New York                                   | Vesey Street/Church Street Lage                                          |                                          | World Trade Center: WTC 5 („Northeast Plaza Building“)                                                                                 | Neubau (mit Emery Roth & Sons; Bauherr: Port Authority of New York and New Jersey)         | 2001 teilzerstört und 2002 abgebrochen                                                                 |  |
| 1962; 1970–1973         | New York                                   | West Street/Vesey Street Lage                                            | (nach der Zerstörung 2001)weitere Bilder | World Trade Center: WTC 6 für den „United States Customs Service“ (Zollbehörde)                                                        | Neubau (mit Emery Roth & Sons; Bauherr: Port Authority of New York and New Jersey)         | 2001 zerstört                                                                                          |  |
| 1962; 1970–1975         | New York                                   | Liberty Street/Church Street Lage                                        |                                          | World Trade Center: WTC 4 („Southeast Plaza Building“)                                                                                 | Neubau (mit Emery Roth & Sons; Bauherr: Port Authority of New York and New Jersey)         | 2001 zerstört                                                                                          |  |
| 1963                    | Ohio Oberlin                               | 77 West College Street Lage                                              | weitere Bilder                           | Oberlin College: „Bibbins Hall“ für das Oberlin Conservatory of Music (Musikkonservatorium)                                            | Neubau                                                                                     | |  |
| 1963                    | Indiana Indianapolis                       | 4600 Sunset Avenue Lage                                                  | weitere Bilder                           | Butler University: Bibliothek (1965 in „Irwin Library“ benannt)                                                                        | Neubau                                                                                     | |  |
| 1963                    | Massachusetts Cambridge                    | 33 Kirkland Street Lage                                                  |                                          | Harvard University: Behavioral Sciences Building („William James Hall“)                                                                | Neubau                                                                                     | |  |
| 1963; 1967              | New York Buffalo                           | 1 M&T Plaza Lage                                                         | weitere Bilder                           | Zentrale der „Manufacturers and Traders Trust Company“ (M&T Bank)                                                                      | Neubau (mit Duane Lyman):107–111                                                           | |  |
| 1965; 1969              | Massachusetts Boston                       | 1 Harborside Drive Lage                                                  |                                          | Logan International Airport: Terminal für Eastern Air Lines (Terminal A)                                                               | Neubau:133–137                                                                             | 2002 abgebrochen                                                                                       |  |
| 1965–1968               | Kalifornien San Francisco                  | 1610 Geary Boulevard Lage                                                |                                          | „Japanese Cultural and Trade Center“ (Einkaufszentrum) in der Japantown                                                                | Neubau                                                                                     | heute „Japan Center“ genannt                                                                           |  |
| 1966                    | Ohio Oberlin                               | 10 North Professor St Lage                                               | weitere Bilder                           | Oberlin College: „King Building“ (Unterrichtsgebäude)                                                                                  | Neubau                                                                                     | |  |
| 1966                    | Michigan Westland                          | 7420 Wayne Road Lage                                                     |                                          | Quo Vadis Entertainment Center (Kino)                                                                                                  | Neubau                                                                                     | 2011 abgebrochen                                                                                       |  |
| 1967                    | Michigan Troy                              | 250 West Big Beaver Road Lage                                            |                                          | Minoru Yamasaki and Associates Office (Bürogebäude für Yamasakis Architekturbüro)                                                      | Neubau:129–132                                                                             | |  |
| 1968                    | Hawaii Honolulu                            | 1350 Ala Moana Boulevard Lage                                            |                                          | Wohnhochhaus (Eigentumswohnungen) | Neubau                                                                                     | |  |
| 1968; 1973              | Illinois Springfield                       | 1 Horace Mann Plaza Lage                                                 |                                          | Zentrale von „Horace Mann Educators“, Versicherungsunternehmen                                                                         | Neubau:138–143                                                                             | |  |
| 1968; 1974              | Michigan Bloomfield Township               | 7400 Telegraph Road Lage                                                 |                                          | Temple Beth-El (Synagoge und Gemeindezentrum)                                                                                          | Neubau:144–149                                                                             | |  |
| 1968; 1975              | Kalifornien Los Angeles                    | 2029, 2049 Century Park East Lage                                        |                                          | Century Plaza Towers in der Century City                                                                                               | Neubau (Bauherr: Alcoa):150–155                                                            | |  |
| 1969; 1974              | Colorado Denver                            | 950 17th Street Lage                                                     | weitere Bilder                           | Bürogebäude | Neubau (Bauherr: Colorado National Bank):156 f.                                            | heute „U.S. Bank Tower“                                                                                |  |
| 1971; 1978              | Virginia Richmond                          | 701 East Byrd Street Lage                                                |                                          | Federal Reserve Bank of Richmond | Neubau:171–174                                                                             | |  |
| 1972                    | Michigan Highland Park, Wayne County       |                                                                          | Foto                                     | Walter Chrysler Building im „Chrysler Center“ (Unternehmenszentrale von Chrysler)                                                      | Neubau                                                                                     | |  |
| 1972                    | Illinois Chicago                           | 535 West Chicago Avenue Lage                                             |                                          | Montgomery Ward Company Complex (Unternehmenszentrale): „The Montgomery“ (Hochhaus)                                                    | Neubau                                                                                     | 2005–2006 in Eigentumswohnungen umgebaut (dabei Änderung der Fassade)                                  |  |
| 1972                    | Michigan Bloomfield Township               | 3717 Lakecrest Drive Lage                                                |                                          | Wohnhaus für das Ehepaar Yamasaki | Neubau:188–193                                                                             | Registered Historic Place                                                                              |  |
| 1972; 1977              | Oklahoma Tulsa                             | 1 Williams Center Lage                                                   | weitere Bilder                           | Williams Center: Zentrale der „Bank of Oklahoma“ („Bank of Oklahoma Tower“)                                                            | Neubau (Bauherr: Williams Companies):159–162                                               | heute zumeist „BOK Tower“; Sitz der BOK Financial Corporation                                          |  |
| 1972; 1977              | Washington Seattle                         | 1301 Fifth Avenue Lage                                                   | weitere Bilder                           | „Rainier (Bank) Tower“ für die „National Bank of Commerce“ (ab 1974 „Rainier Bank“)                                                    | Neubau (mit NBBJ; Bauherr: University Properties Inc.):168–170                             | |  |
| 1973; 1976              | Oklahoma Tulsa                             | 110 E 2nd Street Lage                                                    |                                          | Williams Center: Tulsa Performing Arts Center                                                                                          | Neubau (Bauherr: PACI):163–167                                                             | |  |
| 1976                    | Pennsylvania Lancaster                     | 415 Harrisburg Avenue Lage                                               |                                          | Franklin & Marshall College: „Steinman College Center“ (Benennung 1978)                                                                | Neubau                                                                                     | |  |
| 1979–1981               | Minnesota Minneapolis                      | 100 Washington Avenue South Lage                                         | weitere Bilder                           | Bürogebäude „100 Washington Square“ | Neubau                                                                                     | heute Teil des „ING Reliastar Complex“                                                                 |  |
| 1982                    | Ohio Toledo                                | 640 Jackson Street Lage                                                  |                                          | One Government Center (Hochhaus, Regierungsgebäude)                                                                                    | Neubau                                                                                     | 1986 in „Michael DiSalle Government Center“ benannt                                                    |  |

### Bauten in anderen Staaten
| Planungsbeginn; Bauzeit | Staat Stadt           | Adresse                     | Bild           | Objekt | Maßnahme                                                                                       | Anmerkungen                                                                                     |
| ----------------------- | --------------------- | --------------------------- | -------------- | --- | ---------------------------------------------------------------------------------------------- | ----------------------------------------------------------------------------------------------- |
| 1955                    | Japan Kobe            |                             |                | Konsulat der Vereinigten Staaten                                                                                               | Neubau                                                                                         | seit den 1980ern nicht mehr als Konsulat dienend                                                |
| 1959; 1959              | Indien Neu-Delhi      |                             |                | „United States Pavilion“ für die „World Agricultural Fair“                                                                     | Neubau (Auftraggeber: Department of Commerce):59–62                                            | abgebaut                                                                                        |
| 1959; 1961              | Saudi-Arabien Dhahran | King Saud Road Lage         |                | Dhahran International Airport: Terminal („Dhahran Air Terminal“)                                                               | Neubau (Auftraggeber: United States Army Corps of Engineers):64–69                             | Motiv auf saudi-arabischen Banknoten; heute „King Abdulaziz Air Base“ der Royal Saudi Air Force |
| 1961; 1966–1967         | Kanada Regina         | 3737 Wascana Parkway Lage   |                | Parkanlage „Wascana Centre“ mit dem angrenzenden Campus Regina der University of Saskatchewan (seit 1974 University of Regina) | Masterplan einschließlich Entwürfe für Unterrichtsgebäude, Laboratorium und Bibliothek (s. u.) | Unterrichtsgebäude und Laboratorium nur in verändertem Zustand erhalten                         |
| bis 1962; 1967–um 1980  | Iran Schiras          | Lage                        | weitere Bilder | Pahlavi University (seit 1979 „Shiraz University“)                                                                             | Masterplan                                                                                     |                                                                                                 |
| 1967                    | Kanada Regina         | 3737 Wascana Parkway Lage   |                | University of Saskatchewan, Campus Regina (seit 1974 University of Regina): Bibliothek                                         | Neubau                                                                                         | seit 1999 „Dr. John Archer Library“                                                             |
| 1973; 1981              | Saudi-Arabien Riad    | 3896 Ma'ather street Lage   |                | Saudi Arabian Monetary Agency                                                                                                  | Neubau:175–179                                                                                 |                                                                                                 |
| 1975; 1983 ff.          | Saudi-Arabien Dammam  | King Fahd Road Lage         | weitere Bilder | King Fahd International Airport (Arbeitstitel „Eastern Province International Airport“)                                        | Neubau (Bauherr: Ministerium für Verteidigung und zivile Luftfahrt):180–183                    | eröffnet 1999                                                                                   |
| 1978; 1982              | Japan Präfektur Shiga | Lage                        |                | „Founder’s Hall“ für Shinji Shūmeikai                                                                                          | Neubau:184–187                                                                                 |                                                                                                 |
| 1979                    | Japan Tokio           | 1-1-50 Shirokanedai Lage    | weitere Bilder | Radisson Miyako Hotel | Neubau (Innenarchitekt: Togo Murano)                                                           | nach 2000 umfassend umgebaut; heute „Sheraton Miyako Hotel“                                     |
| 1980; 1982–1988         | Spanien Madrid        | Paseo de la Castellana Lage | weitere Bilder | Torre Picasso im AZCA | Neubau (mit Jorge Mir Valls and Rafael Coll Pujol)                                             |                                                                                                 |